# Diecezja rzymska

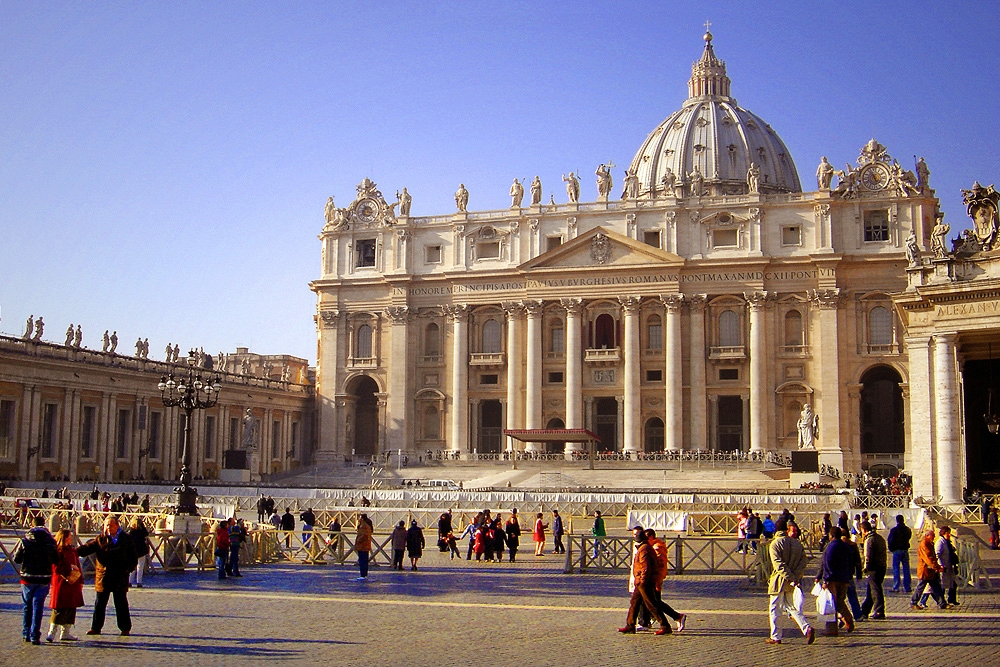
Bazylika św. Piotra na Watykanie

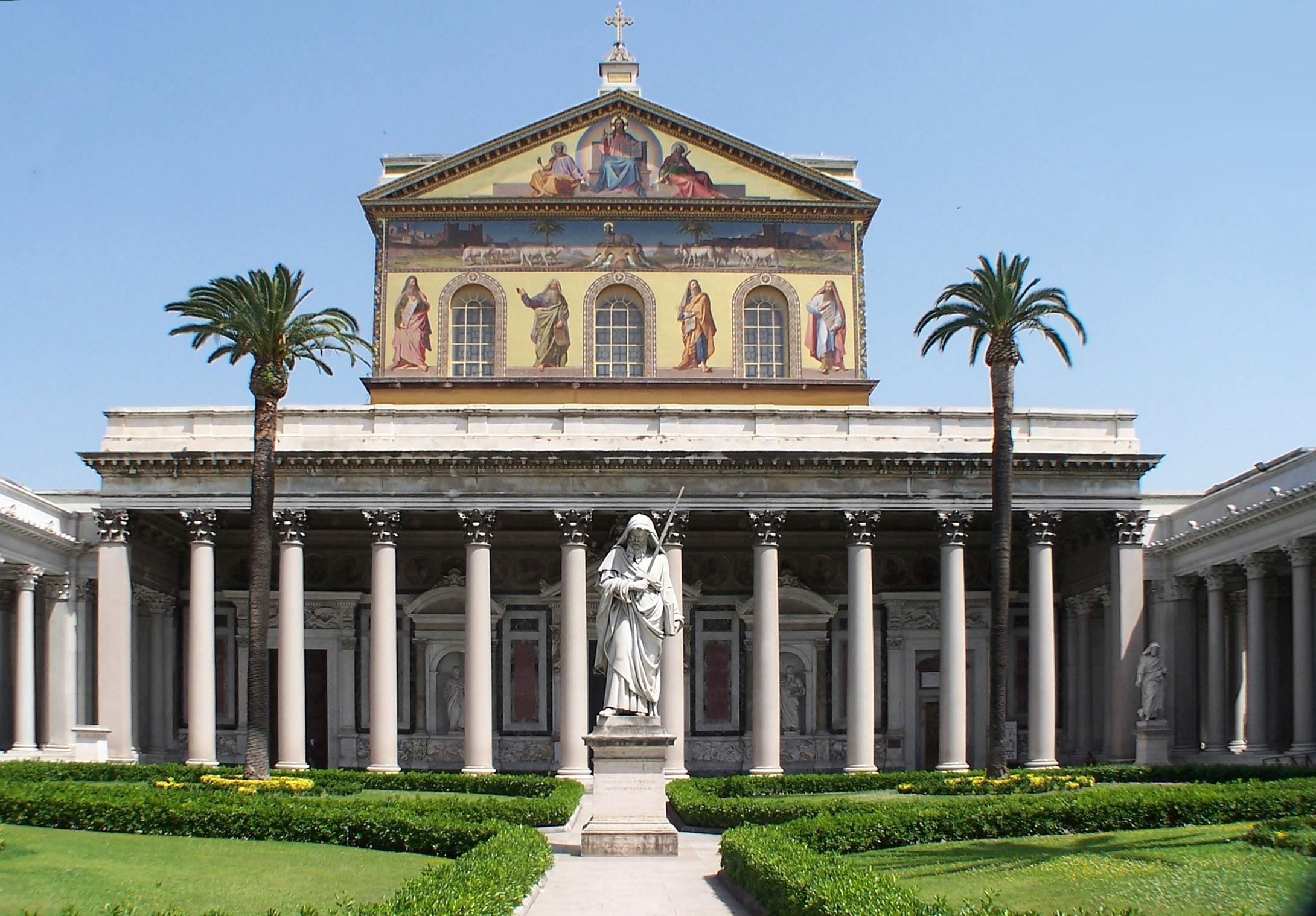
Bazylika św. Pawła za Murami

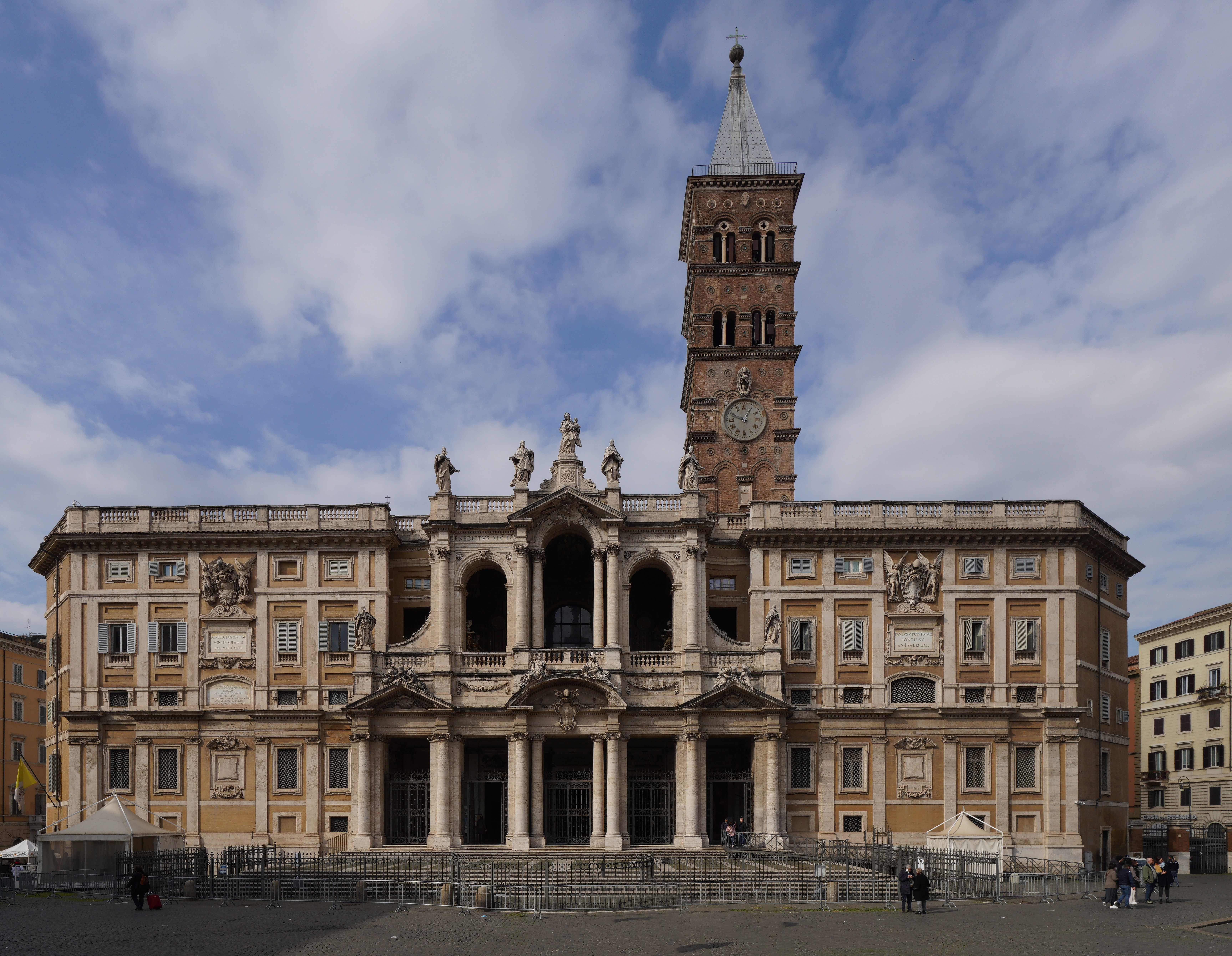
Bazylika Matki Bożej Większej

Diecezja rzymska (łac. Dioecesis Urbs seu Romana, wł. Diocesi di Roma) – rzymskokatolicka diecezja (o statusie archidiecezji) z katedrą w Rzymie, na Lateranie. Drugą, starożytną i uroczystą nazwą diecezji (w znaczeniu kościoła partykularnego) jest Święty Kościół Rzymski (łac. Sancta Romana Ecclesia). Diecezja Rzymu wchodzi w skład rzymskiej prowincji kościelnej. Biskupem diecezjalnym, a także zwierzchnikiem prowincji jest Biskup rzymski – papież, widzialna głowa Kościoła katolickiego, prymas Włoch, metropolita prowincji rzymskiej i głowa Państwa Watykan. Do 2006 do papieża należał tytuł patriarchy Zachodu, ale Benedykt XVI zrezygnował z tego tytułu. Rzeczywiste obowiązki biskupa diecezjalnego (ze względu na zbyt szeroki zakres obowiązków papieża) pełni wikariusz generalny diecezji rzymskiej w randze kardynała. Wikariusz rzymski jest od 1966 z urzędu administratorem apostolskim suburbikarnej diecezji Ostii, której administracja jest scalona z Wikariatem rzymskim.
Diecezja rzymska jest jedyną diecezją rzymskokatolicką na świecie, której biskup nie jest mianowany przez papieża, lecz wybierany przez jej własne duchowieństwo (tj. prezbiterów i diakonów tytularnych Świętego Kościoła Rzymskiego oraz biskupów tytularnych diecezji podmiejskich – zwanych łącznie kardynałami Świętego Kościoła Rzymskiego). Diecezja ta wyróżnia się także tym, że posiada dwa prezbiteria (kolegia prezbiterów/rady starszych) – tytularne i rzeczywiste. Prezbiterium tytularne tworzy biskup Świętego Kościoła Rzymskiego wraz z kardynałami prezbiterami (prezbiterami tytularnymi) Świętego Kościoła Rzymskiego, natomiast prezbiterium rzeczywiste składa się z tego samego biskupa rzymskiego i prezbiterów rzeczywistych, tj. duchownych posiadających święcenia prezbiteratu i inkardynowanych do diecezji rzymskiej.
Pełna, oficjalna tytulatura papieska: Wikariusz Jezusa Chrystusa, Następca Księcia Apostołów, Najwyższy Kapłan Kościoła Powszechnego, prymas Włoch, Arcybiskup i Metropolita Prowincji Rzymskiej, Suweren Państwa Miasto Watykan, Sługa sług Bożych.
Pierwszym biskupem rzymskim był św. Piotr Apostoł.
Diecezja rzymska dzieli się na dwa wikariaty generalne:
- wikariat generalny Państwa Watykańskiego – obejmuje terytorium Watykanu – wikariusz generalny: kard. Mauro Gambetti
- wikariat generalny Rzymu – obejmuje terytorium diecezji znajdujące się we Włoszech – wikariusz generalny: kard. Baldassare Reina.

Na terenie archidiecezji pracuje 3938 zakonników i 22 720 sióstr zakonnych.

## Historia
UWAGA: Z racji prymatu biskupa Rzymu – papieża, historia diecezji rzymskiej i jej biskupów jest ściśle związana z historią powszechną Kościoła katolickiego. Zobacz więcej o historii Kościoła
Chrześcijanie pojawili się w Rzymie – ówcześnie stolicy Cesarstwa Rzymskiego już kilka lat po śmierci Chrystusa. W tych czasach w mieście przebywali św. Paweł z Tarsu i św. Piotr Apostoł, uważany za pierwszego biskupa rzymskiego. Obaj apostołowie w Rzymie ponieśli śmierć męczeńską wraz z wieloma innymi wyznawcami nowej wiary prześladowanymi przez pogańskich Rzymian. Przewodnictwo rzymskiej wspólnocie chrześcijańskiej oraz śmierć w tym mieście św. Piotra – człowieka, któremu Jezus powierzył opiekę nad Kościołem – jest fundamentem prymatu biskupa Rzymu nad innymi biskupami katolickimi i w przeszłości do roszczenia prymatu nad wszystkimi biskupami chrześcijańskimi.
Chrześcijanie rzymscy cierpieli wielokrotne prześladowania aż do ogłoszenia edyktu mediolańskiego w 313. Praktycznie wszyscy papieże pierwszych trzech wieków zginęli śmiercią męczeńską. W okresie tych trzech stuleci głównym miejscem zgromadzeń kościoła rzymskiego pod przewodnictwem biskupa (papieża) był dom Rufusa Pudensa, znany później jako oratorium Santa Pudenziana (aktualnie jeden z kardynalskich kościołów tytularnych).
Po uzyskaniu wolności religijnej przez chrześcijan oraz ustanowieniu chrześcijaństwa religią państwową Cesarstwa Rzymskiego wybudowano cztery bazyliki patriarchalne (dziś nazywane papieskimi) w Rzymie: na Lateranie (do której przeniesiono katedrę biskupią z Santa Pudenziana), na Watykanie, św. Pawła za Murami oraz Matki Bożej Większej.
W 756 za pontyfikatu Stefana II powstało Państwo Kościelne, nad którym biskupi Rzymu sprawowali władzę świecką. Istniało ono (z przerwami) do 1870. 11 lutego 1929 powstało kolejne państwo pod władzą papieską – Watykan. Biskup rzymski jest również głową osobnej osobowości prawno-międzynarodowej – Stolicy Apostolskiej.
W latach 1309–1377 papieże rezydowali w Awinionie (tzw. „niewola awiniońska”). Po powrocie papiestwa do Rzymu, siedzibą biskupa Rzymu stał się pałac apostolski przy bazylice św. Piotra na Watykanie, która od tej pory pełni nieformalnie funkcję kościoła katedralnego (oficjalnie katedrą nadal jest bazylika św. Jana na Lateranie, przy której – w pałacu papieskim – rezydowali biskupi rzymscy do 1309).

## Biskupi rzymscy

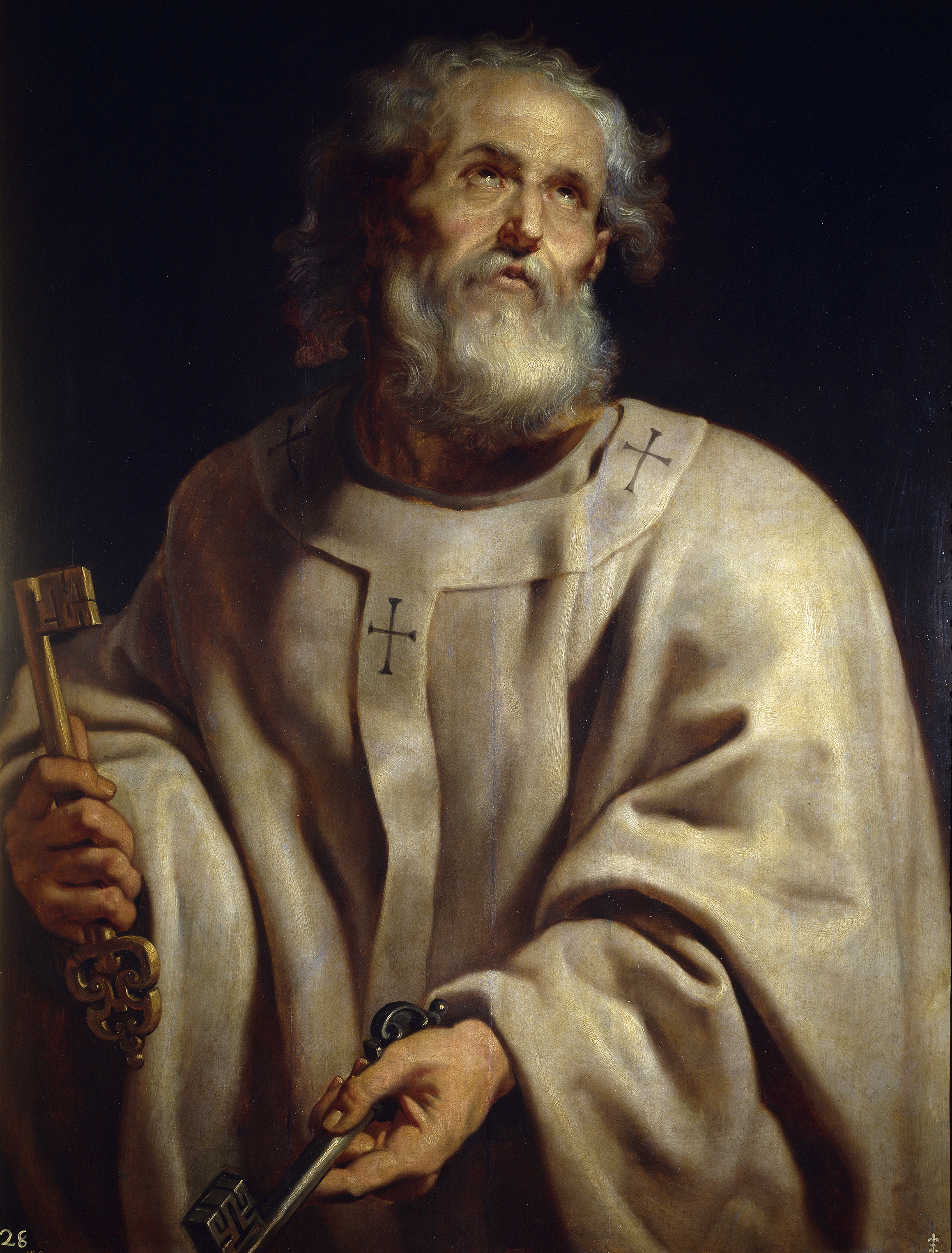
Św. Piotr – pierwszy biskup Rzymu

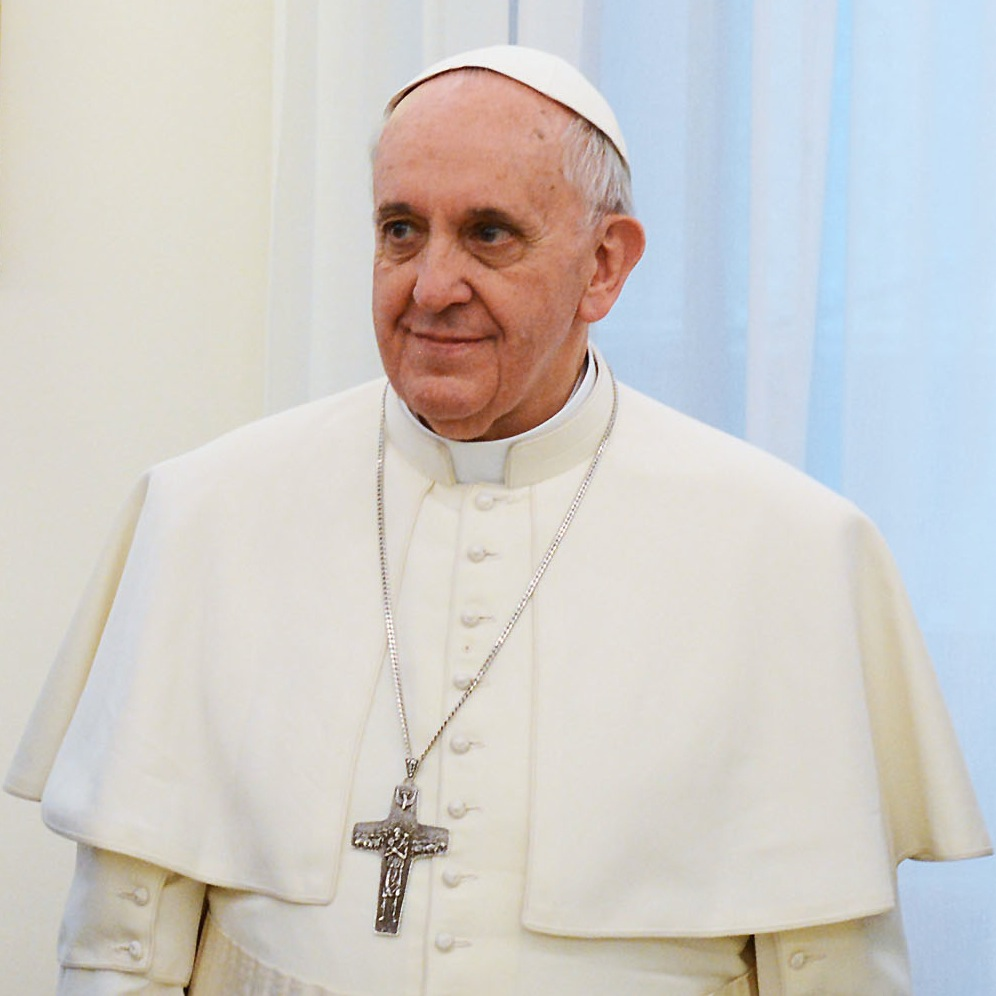
Franciszek – ostatni biskup Rzymu

Biskupi rzymscy wybierani są od 1061 przez kardynałów, będących tytularnymi biskupami, prezbiterami i diakonami metropolii rzymskiej. Obecnie prawo udziału w konklawe ma każdy kardynał, który nie ukończył 80. roku życia.
Obecnym biskupem rzymskim jest Leon XIV, wybrany papieżem 8 maja 2025.
Pozostali biskupi diecezji rzymskiej:
- Wikariusz generalny Rzymu - Baldassarre Reina
- Wikariusz generalny Państwa Watykańskiego kard. Mauro Gambetti OFMConv
- wicegerent: Renato Tarantelli Baccari
- biskupi pomocniczy:
  - wakat (sektor Nord – północny)
  - Renato Tarantelli Baccari – (sektor Sud – południowy)[1]
  - wakat – (sektor Est – wschodni)
  - wakat (sektor Ovest – zachodni)
  - wakat (duszpasterstwo służby zdrowia)
  - Benoni Ambăruș (duszpasterstwo migrantów)
  - Michele Di Tolve (rektor Papieskiego Wyższego Seminiarum Duchownego)[2]
- emerytowany wikariusz generalny Rzymu kard. Camillo Ruini
- emerytowany wikariusz generalny Rzymu kard. Agostino Vallini
- emerytowany wikariusz generalny Państwa Watykańskiego: kard. Angelo Comastri
- emerytowani biskupi pomocniczy:
  - Enzo Dieci
  - Paolo Schiavon
  - Guerino Di Tora
  - Paolo Selvadagi